# Malenovický kotel
Malenovický kotel je přírodní rezervace poblíž obce Krásná v okrese Frýdek-Místek. Oblast spravuje AOPK ČR – regionální pracoviště Správa CHKO Beskydy.

## Geografická poloha

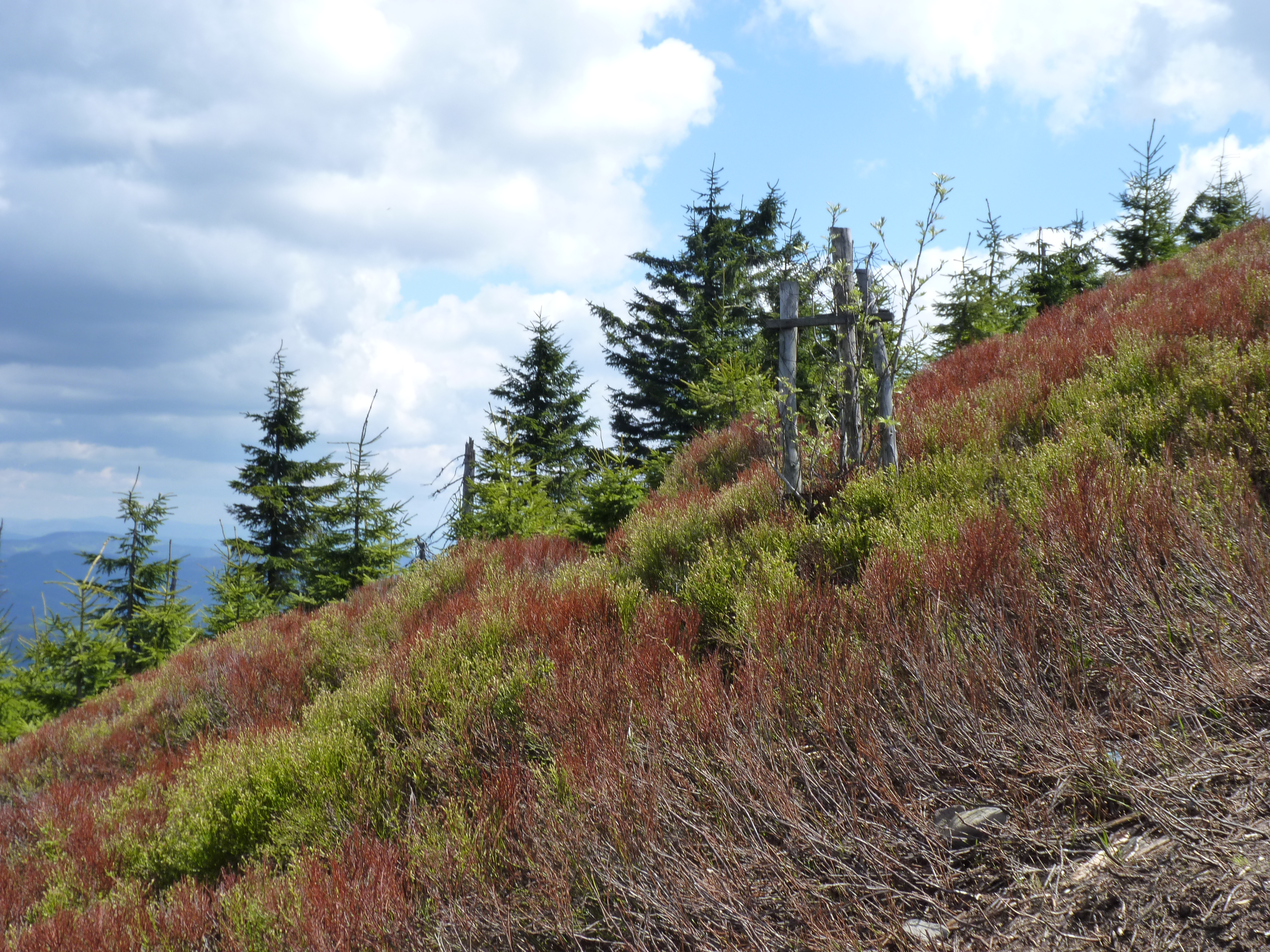
Svahy Malenovického kotle

Přírodní rezervace o rozloze téměř 146 ha se nachází v Beskydech na severozápadních strmých svazích Lysé hory a Malchoru. Území má značné převýšení – od údolí potoka Satina v nadmořské výšce 570 metrů dosahuje prakticky až na vrchol Lysé hory do výšky 1320 metrů.  Přírodní rezervace leží na katastrálních územích Malenovice a Krásná pod Lysou Horou. V dolní části na oblast přírodní rezervace Malenovický kotel navazuje další chráněné území – přírodní památka Vodopády Satiny.

## Předmět ochrany
Důvodem ochrany je geomorfologický fenomén údolí potoka Satina a přilehlých západních a severních svahů Lysé hory a Malchoru v Moravskoslezských Beskydech, zahrnující pestrou mozaiku zachovaných různorodých ekosystémů s bohatou druhovou diverzitou rostlinných a živočišných druhů. Malenovický kotel je zároveň součástí evropsky významné lokality Natura 2000 Beskydy a Ptačí oblasti Beskydy. 